# 1004 Belopolskya
1004 Belopolskya là một tiểu hành tinh vành đai chính. Nó được phát hiện bởi Sergei Belyavsky ngày 5 tháng 9 năm 1923. Tên ban đầu của nó là 1923 OS. Nó được đặt theo tên nhà thiên văn học Aristarkh Belopolsky.